# 큰머리두더지쥐
큰머리두더지쥐(Tachyoryctes macrocephalus)는 소경쥐과에 속하는 설치류의 일종이다. "자이언트뿌리쥐", "에티오피아아프리카두더지쥐" 또는 "자이언트두더지쥐"로도 불린다. 에티오피아 발레 산맥의 토착종이다. 자연 서식지는 아열대 또는 열대 기후 지역의 고지대 초원으로 서식 밀도는 제곱킬로미터당 최대 2,600 마리이다. 서식지 감소로 위협을 받고 있다. 두 종의 서식지가 겹치는 멸종 위기종 에티오피아늑대(Canis simensis)의 주요 먹이이다. 큰머리두더지쥐는 크기가 커서 아주 독특하며, 특히 머리가 크다. 황금색-갈색 얼룩 반점과 부드러운 털을 갖고 있다.